# NGC 6892
NGC 6892 — четверная звезда в созвездии Стрела.
Этот объект входит в число перечисленных в оригинальной редакции «Нового общего каталога».